# Gòrgies d'Atenes
Gòrgies d'Atenes (en llatí Gorgias, en grec Γοργίας) va ser un orador del temps de Ciceró del qual va ser mestre de declamació a Atenes.
De jove portà una vida molt dissoluta i va corrompre alguns dels seus deixebles. Això hauria sigut la raó per la qual el pare de Ciceró, que era en formació a Atenes, va demanar que el seu fill s'acomiadés d'aquest professor.
Va escriure diverses obres:
- 1. Declamacions: Ἀπολογία Παλαμήδους i Ἐγκώμιον Ἑλένης,
- 2. Περὶ τῶν Ἀθήνῃσιν Ἑταιρίδων (atribuïda)
- 3. Σχῆμα Διονοίας καὶ Λέξεως, en 4 llibres, conservat en llatí amb el nom De Figuris Sententiarum et Elecutionis, en dos llibres